# 부황역
부황역(Buhwang station, 夫皇驛)은 충청남도 논산시 부적면 부황리에 위치한 호남선의 철도역이다. 1970년 보통역 승격 당시 준공된 역사가 존재하였으나 2003년 철거되고 현재는 부속건물과 버스승강장 형태의 대기소만이 남아있다.

## 역사
- 1955년 8월 21일 : 배치간이역으로 영업 개시[1]
- 1968년 9월 16일 : 화물 취급 개시[2]
- 1970년 6월 20일 : 역사 착공
- 1970년 8월 30일 : 역사 준공
- 1970년 9월 1일 : 보통역으로 승격[3]
- 1976년 7월 10일 : 화물 취급 중지[4]
- 1990년 1월 1일 : 수소화물 취급 중지[5]
- 1991년 9월 24일 : 배치간이역으로 격하[6]
- 1993년 3월 20일 : 무배치간이역으로 격하[7]
- 2007년 6월 1일 : 여객 취급 중지